# Pemmikan-Landjäger
Die Pemmikan-Landjäger waren ein Nahrungsmittelkonzentrat der Wehrmacht im Zweiten Weltkrieg, das für den schnellen Bewegungskrieg entwickelt wurde.
Die Pemmikan-Landjäger waren speziell für den Einsatz schnell vorrückender Panzerdivisionen sowie für Fallschirmjäger, Gebirgsjäger und Flieger vorgesehen. Das Vorbild und Namensgeber war das Pemmikan der nordamerikanischen Ureinwohner.
Die Landjäger sollten alle vom Organismus benötigten Nährstoffe enthalten, waren ohne küchentechnische Zubereitung zu verzehren und sollten schmackhaft sein. Mit 479 Kalorien pro 100 g war der Energiewert vergleichbar mit Leberwurst oder Schokolade. Zudem war Soja im Verhältnis zu Fleisch preiswert.
Zutaten waren:
- geräuchertes Fleisch
- Vollsoja
- getrocknetes Obst
- Molke
- Tomatenmark
- Hefeextrakt
- grüner Paprika
- Preiselbeeren
- Lecithin

## Sojaernährung der Wehrmacht
Die Landjäger erhielten nach dem Überfall auf Polen im Rahmen der Ernährung der Wehrmacht durch Sojabohnen internationale Aufmerksamkeit, die in dem US-amerikanischen Begriff „Nazi-Bohne“ ihren Ausdruck fand. Ohne die Sojanahrung wären die blitzartigen Vorstöße der Wehrmacht nicht möglich gewesen. Die komprimierten Lebensmittel sparten Transportraum und sicherten so den schnellen Nachschub. Die Sojabohne wurde maßgeblich von den I.G. Farben in die Wehrmachtsernährung eingeführt, die den Sojaanbau in Südosteuropa betrieb.